# Zaamslagpolder
De Zaamslagpolder is de polder in de Nederlandse provincie Zeeland waarin zich de plaats Zaamslag bevindt.
De oorspronkelijke plaats Zaamslag verdween in de golven toen op last van Prins Maurits in 1586 de dijken werden doorgestoken om het zojuist veroverde Axel tegen de Spanjaarden te verdedigen. Ook het omringende polderland ging toen verloren.
Wel werd reeds in 1610 toestemming tot gedeeltelijke herdijking verleend, maar dit plan werd nimmer uitgevoerd, daar het naburige Land van Hulst nog Spaans gebied was.
Onmiddellijk na de Vrede van Münster, namelijk op 12 december 1648, kreeg Gerard van der Nisse, sinds 1647 ambachtsheer van Zaamslag, toestemming tot beversching van Zaamslag, Aandijck, Oud en Nieuw Otene en Pouquespolder. De nieuwe dijckagie van Saemslach kwam in 1650 gereed. Ze had een oppervlakte van 1.363 ha.
In het westelijk deel van deze polder ligt het stelsel van de Otheensche Kreek en het natuurgebied Eiland van de Meijer. Midden in de polder werd een nieuw Zaamslag gesticht, als een nog altijd zeer duidelijk herkenbaar kruiswegdorp. Verdere buurtschappen zijn: Zaamslagveer, Steenovens, en Reuzenhoek.